# Jean de Villiers de L'Isle-Adam
Jean de Villiers de L'Isle-Adam (1384 circa – Bruges, 22 maggio 1437) è stato un nobile e generale francese.
Il de Villiers, che prese parte alla Guerra dei cent'anni, ricoprì importanti cariche: fu Maresciallo di Francia, governatore di Parigi, nonché membro dell'Ordine del Toson d'oro.

## Biografia

### Origini
Figlio di Pierre II de Villiers, morto nel 1399, e di Jeanne de Châtillon, morta nel 1410, ascese alla signoria alla morte della madre.

### Carriera militare e la Guerra dei cent'anni
Venne preso prigioniero dagli inglesi nel corso dell'assedio di Harfleur il 18 settembre 1415, dopo una coraggiosa difesa; pagato il riscatto, venne ben presto liberato. Dopo la morte di Jean de Garancieres alla battaglia di Azincourt, fu nominato da Carlo VI sovrintendente delle acque e delle foreste per la Normandia (30 ottobre 1415).
Dopo che il connestabile Bernardo VII d'Armagnac, a capo del governo del Delfino Carlo, ebbe rifiutato il suo appoggio, si unì alla fazione del duca di Borgogna Giovanni Senza Paura, e lo aiutò a riconquistare Beaumont-sur-Oise, cosa che facilitò la presa di Pontoise, di cui Jean fu nominato capitano. Ebbe un ruolo importante nella presa di Parigi (29 maggio 1418) e nel conseguente massacro degli Armagnacchi (12 giugno).
Jean de Villiers fu creato maresciallo di Francia dal duca di Borgogna il 2 giugno del medesimo anno, mentre Jean II Le Meingre, maresciallo legittimamente in carica, era prigioniero in Inghilterra (la nomina non venne però riconosciuta dal Delfino); la nomina fu confermata il 27 agosto, e Villiers prestò nuovo giuramento il 12 settembre, quando, di concerto con Claude de Beauvoir, si oppose alla creazione di un terzo maresciallo nella persona di Jacques de Montberon, nominato nel luglio precedente.

Blasone: D'or au chef d'azur chargé d'un dextrochère d'argent paré d'un brassard d'hermine brochant sur la partition.

Ritornato a Pontoise, dovette abbandonare la città agli inglesi, ritirandosi nel 1419 con le sue truppe a Beauvais. Partecipò quindi all'assedio di Roye-en-Vermandois.
Divenuto sospetto agli inglesi venne arrestato dal duca di Exeter Thomas Beaufort nel 1420, e imprigionato alla Bastiglia. Venne quindi destituito dalla carica di maresciallo l'8 giugno 1421.
Venne rimesso in libertà nel 1422 dopo la morte di Enrico V d'Inghilterra, grazie all'intercessione del duca di Borgogna Filippo il Buono. Restò quindi fedele agli anglo-borgognoni del duca di Bedford e del duca di Borgogna combattendo in Piccardia.
Nel 1428 divenne capitano del Palazzo del Louvre, e l'anno dopo governatore di Parigi. Filippo il Buono lo fece cavaliere dell'Ordine del Toson d'oro il 10 gennaio 1429.
Siniscalco del Borbonese nel 1431, fu sconfitto da Jean de Dunois e dal maresciallo de Brosse all'assedio di Lagny-sur-Marne dello stesso anno. Venne ristabilito nella carica di maresciallo di Francia per iniziativa del duca di Bedford.

### Il Trattato di Arras (1435) e la morte
La pace di Arras del 1435 lo riportò al servizio del re di Francia Carlo VII, che lo nominò maresciallo di Francia il 21 settembre.
Riprese Pontoise agli inglesi, quindi Parigi, con il connestabile de Richemont nel 1436, restituendo al re la città da cui era stato cacciato quando era erede al trono nel 1418.
Avendo accompagnato il duca di Borgogna a Bruges, rimase ucciso nel corso di un tumulto popolare il 22 maggio 1437. È sepolto nella stessa città, nella chiesa di Saint-Donatien.

## Ascendenza
|                                 |    |    | Genitori |  |  | Nonni |  |  | Bisnonni |  |  | Trisnonni |  |
|                                 |    |    |          |  |  |       |  |  | ??       |  |  | ??        |  |
|                                 |    |    |          |  |  |       |  |  | ??       |  |  | ??        |  |
|                                 |    | ?? |          |  |  |       |  |  | ??       |  |  |           |  |
|                                 |    |    |          |  |  |       |  |  | ??       |  |  |           |  |
|                                 |    | ?? | ??       |  |  |       |  |  |          |  |  |           |  |
|                                 |    | ?? | ??       |  |  |       |  |  |          |  |  |           |  |
|                                 |    | ?? | ??       |  |  |       |  |  |          |  |  |           |  |
| Pierre II de Villiers           |    | ?? |          |  |  |       |  |  |          |  |  |           |  |
|                                 |    | ?? | ??       |  |  |       |  |  |          |  |  |           |  |
|                                 |    | ?? | ??       |  |  |       |  |  |          |  |  |           |  |
|                                 |    | ?? | ??       |  |  |       |  |  |          |  |  |           |  |
| ??                              |    | ?? |          |  |  |       |  |  |          |  |  |           |  |
|                                 |    | ?? | ??       |  |  |       |  |  |          |  |  |           |  |
|                                 |    | ?? | ??       |  |  |       |  |  |          |  |  |           |  |
|                                 |    | ?? | ??       |  |  |       |  |  |          |  |  |           |  |
| Jean de Villiers de L'Isle-Adam |    | ?? |          |  |  |       |  |  |          |  |  |           |  |
|                                 | ?? | ?? |          |  |  |       |  |  |          |  |  |           |  |
|                                 | ?? | ?? |          |  |  |       |  |  |          |  |  |           |  |
|                                 | ?? | ?? |          |  |  |       |  |  |          |  |  |           |  |
| ??                              | ?? |    |          |  |  |       |  |  |          |  |  |           |  |
|                                 |    | ?? | ??       |  |  |       |  |  |          |  |  |           |  |
|                                 |    | ?? | ??       |  |  |       |  |  |          |  |  |           |  |
|                                 |    | ?? | ??       |  |  |       |  |  |          |  |  |           |  |
| Jeanne de Châtillon             |    | ?? |          |  |  |       |  |  |          |  |  |           |  |
|                                 |    | ?? | ??       |  |  |       |  |  |          |  |  |           |  |
|                                 |    | ?? | ??       |  |  |       |  |  |          |  |  |           |  |
|                                 |    | ?? | ??       |  |  |       |  |  |          |  |  |           |  |
| ??                              |    | ?? |          |  |  |       |  |  |          |  |  |           |  |
|                                 |    | ?? | ??       |  |  |       |  |  |          |  |  |           |  |
|                                 |    | ?? | ??       |  |  |       |  |  |          |  |  |           |  |
|                                 |    | ?? | ??       |  |  |       |  |  |          |  |  |           |  |
|                                 |    | ?? |          |  |  |       |  |  |          |  |  |           |  |

## Discendenza
Sposò Jeanne de Vallangoujard, da cui ebbe sei figli tra cui Jacques, che ereditò la signoria di L'Isle-Adam, divenne prevosto di Parigi, consigliere e ciambellano del re, e sposò Jeanne de Nesle, discendente di due marescialli di Francia.

Suo nipote, Philippe Villiers de L'Isle-Adam, divenne gran maestro dei Cavalieri Ospitalieri nel 1521, e si mise in evidenza durante la difesa di Rodi.